# USS Macomb (DD-458)
Эскадренный миноносец «Мэкомб» (англ. USS Macomb (DD-458)) — американский эсминец типа Gleaves.
Заложен на верфи Bath Iron Works 3 сентября 1940 года. Строительный номер 192. Спущен 23 сентября 1941 года, вступил в строй 26 января 1942 года.
15 ноября 1944 года переклассифицирован в быстроходный тральщик DMS-23. С 4 мая 1954 года снова эсминец DD-458.
Выведен в резерв 19 октября 1954 года. В тот же день передан Японии, где введен как 182 (с 1 сентября 1957) «Hatakaze». Исключен 15 октября 1969 года. Возвращен США 30 декабря 1969 года.
Из ВМС США исключён 1 февраля 1970 года.
6 августа 1970 года передан Тайваню и разобран на металл.